# Subiect logic
Subiectul logic este o noțiune logică element component al structurii/sintaxei logice a propozițiilor logice alături de predicatul logic. Distingerea celor două părți de propoziție a fost făcută încă din Antichitate, pornind de la analiza structurii sintactice a limbajului de către diverși filosofi, cum ar fi Aristotel. De la el provine evidențierea cuplului subiect–predicat, definiția „despre ceea ce se spune ceva / ceea ce este spus”.
Ca orice noțiune, și cele care constituie subiect logic al unei propoziții sunt exprimate la nivel lingvistic printr-un nume simplu, dintr-un singur cuvânt, sau printr-un nume compus din mai multe cuvinte care conține un substantiv (grup nominal) sau înlocuitori însoțiți de atribute sau complemente de obiect direct sau indirect sau agent prin subordonare in cascadă.
Subiectul logic, notat cu S, este reprezentat de noțiunea (conceptul) căreia i se atribuie o însușire sau intră în relație cu alte noțiuni logice pentru a forma o propoziție logică simplă, formată din doar două noțiuni, iar subiectul gramatical este partea principală din numele compus care e asociat subiectului logic. Ca parte de vorbire această parte principală poate consta din substantive, înlocuitori de substantiv (pronume, numeral), adverbe, verbe la moduri nepersonale sau alte părți de vorbire (adjectiv, adverb, interjecție) devenite substantive prin substantivizare (schimbarea valorii gramaticale). 
Funcția de subiect logic este parte dintr-o relație predicativă care există la nivelul unei propoziții logice. După nivelul complexității  unei propoziții apar două tipuri de relație predicativă corespunzătoare propozițiilor logic simple (adică formate din doar două noțiuni absolute, nereferitoare la o relație) sau propozițiilor logic complexe (care conțin cel puțin o noțiune relativă, adică referitoare la o relație, și cel puțin trei noțiuni ). Propozițiile logice simple sunt de patru tipuri notate în forma standard S - (a, e, i, o) - P  și la nivel gramatical conțin un verb copulativ care face legătura subiectului logic S cu predicatul logic P care e nume predicativ la nivel gramatical. Propozițiile complexe conțin verbul predicativ, notat cu V sau altă literă mare ca element de relație între termenii propozițiilor (subiect și obiectele direct sau indirect, denumite în gramatici argumente ale verbului). Acești termeni ai propozițiilor sau argumente ale verbului sunt variabile obiect (individuale) (notate cu litere mici x, y, z,…) sau constante individuale (notate cu litere mici a, b, c, d, e,… , i,… , o, p, q, r, s…) în contrast cu propozițiile logice simple unde erau notate cu două litere mari. O propoziție complexă poate fi notată sVo. Ordinea termenilor în relațiile exprimate de propozițiile complexe poate fi semnificativă, în relațiile orientate de la subiect la obiecte sau indiferentă, ca în relațiile neorientate sau simetrice având un subiect multiplu. Propozițiile logic simple de forma S este P. pot fi și ele exprimate în modalitatea propozițiilor complexe ca și cazuri particulare. 
Unele propoziții gramaticale considerate logic simple prin neglijarea prezenței celei de-a treia noțiuni, noțiune relativă,  considerând-o constantă (și nu variabilă individuală) înglobată într-o noțiune absolută (nerelativă) pot fi analizate și ca propoziții complexe luând în considerare noțiunea relativă neglijată anterior: "Tineretului îi place sportul de performanță." Ca propoziție logic simplă are subiectul logic noțiunea tinerii având numele simplu substantivul tineretul și predicatul logic cu nume complex (oameni/cei cărora) le place sportul de performanță, predicat exprimat printr-o noțiune absolută.Ca propoziție complexă conține ca termeni, noțiunile tinerii, sportul de performanță, oameni iar relația este dată de verbul a plăcea care exprimă o noțiune relativă.
Unele propoziții gramaticale cu nume predicativ multiplu nu pot fi logic simple deoarece ar conține două predicate logice: "Orice număr natural este par sau impar."
Unele surse gramaticale prezintă un caz de distingere a subiectului logic de cel gramatical la folosirea diatezei pasive.
Un des întâlnit caz de distincție practică dintre cele două este folosirea majorității ca subiect gramatical.

## Subiectul logic și complexitatea propozițiilor logice
Pentru propozițiile logic simple numite și propoziții categorice relația predicativă se poate forma între subiect logic și elementul gramatical expresie predicativă care e predicat logic, cele două fiind unite prin elementul gramatical verb copulativ. 
Pentru propozițiile complexe datorită prezenței noțiunilor relative relația predicativă apare sub forma unei scheme predicat centrate pe verbul predicativ care exprimă relația și care are ca argumente subiectul gramatical, și elementele gramaticale (complementul de) obiect direct sau indirect reprezentate și ele de noțiuni denumite prin nume simple sau complexe. Verbul predicativ se notează cu litere mari V, F, G, H, P, S etc și constituie o variabilă (literă) predicat. Argumentele enumerate ale verbului predicativ V sunt elementele noțiuni individuale s, o, i, puse în relație prin litera predicat V, noțiuni individuale având denumirea de constante obiect (individuale). Propoziția e notată sVo(i).
Relația exprimată de verbul predicativ cu argumentele sale e direcționată de la subiect către obiecte fiind notată sVo(i). O relație simetrică, adică neorientată de la subiect către obiecte, e redată printr-o structură similară propozițiilor logice simple conținând la nivel gramatical un verb copulativ și un adjectiv predicativ nume de relație însă subiectul este unul multiplu, format prin coordonare cu operatorii propoziționali exprimați prin conjuncțiile gramaticale "și" și "sau", primul operator putând fi exprimat prin virgulă sau juxtapunere. Se notează s1Rs2 sau xRy. Propozițiile logice simple se notează în acest sistem de notare al schemelor predicat Px sau Ps, unde P este numele predicativ asociat variabilei individuale x sau constantei individuale s și se citesc x(sau s) este P.

## Subiect logic multiplu
Următoarele exemple ilustrează subiectul logic multiplu
Punctele A și B sunt coliniare (între ele).
Punctele A și B sunt coplanare (între ele).
Punctele A și B sunt coliniare sau coplanare (între ele).

## Subiect logic conținând "majoritatea"
Folosirea cuvântului majoritatea pe lângă un substantiv la plural distinge un subiect logic format din majoritatea și substantivul respectiv în contrast cu posibilul subiect gramatical "majoritatea"
Majoritatea articolelor de pe Wikipedia au fost editate de cel puțin două ori.
În acest caz, subiectul gramatical este "majoritatea", iar subiectul logic este expresia "majoritatea articolelor" care include cuantorul logic "majoritatea" intermediar între cuantificatorul existențial unii și cel universal toți sau fiecare. Verbul predicativ al propoziției se acordă cu subiectul logic, plural în acest caz, nu cu cel gramatical, singular, cum poate părea la o analiză gramaticală superficială.
Trebuie menționat că din punct de vedere strict gramatical și acordul cu singularul este corect în acest caz, iar construcția este acceptată în limba română; cu toate acestea, acordul cu subiectul logic este preferat.